# التاريخ المبكر لبريطانيا الحديثة
يدرس التاريخ المبكر لبريطانيا الحديثة تاريخ جزيرة بريطانيا العظمى في القرون السادس عشر والسابع عشر والثامن عشر. تشمل الأحداث التاريخية الهامة التي حدثت في هذه الفترة عدداً كبيراً من الحروب خصوصاً مع فرنسا، بالإضافة لعصر النهضة الإنجليزية، والإصلاح الديني الإنجليزي والإصلاح الديني الإسكتلندي، والحرب الأهلية الإنجليزية، واستعادة الملك تشارلز الثاني للعرش، والثورة المجيدة، وظهورالإمبراطورية البريطانية الأولى وانهيارها.

## إنجلترا خلال عصر أسرة تيودور (1486-1603)

### النهضة الإنجليزية
يستخدم مصطلح النهضة الإنجليزية من قبل العديد من المؤرخين للإشارة إلى الحركة الفكرية والثقافية التي حدثت في إنجلترا خلال القرنين السادس عشر والسابع عشر متأثرةً بنهضة إيطاليا. تميزت هذه الحركة بازدهار الفنون والموسيقى الإنجليزية، بالإضافة للإنجازات البارزة في الأدب والدراما بقلم ويليام شكسبير وكريستوفر مارلو وبن جونسون، وتطوير الشعر الملحمي الإنجليزي.
تعرضت فكرة عصر النهضة الإنجليزية لانتقادات كبيرة من قبل العديد من المؤرخين، فقد أكد بعضهم أن مفهوم النهضة الإنجليزية لا يرتبط ارتباطاً حقيقياً بالإنجازات الفنية والثقافية التي ظهرت على يد فناني إيطاليا مثل ليوناردو دافنشي ومايكل أنجلو ودوناتيلو، وردَّ مؤرخون آخرون أنه وبغض النظر عما إذا كان استخدام مصطلح النهضة مناسباً، كان هناك بلا شك ازدهار فني وثقافي في إنجلترا في ظل حكم أسرة تيودور، وبلغت هذه الحركة ذروتها على يد شكسبير ومعاصريه.

### صعود أسرة تيودور
يعتبر بعض العلماء أنَّ بداية تاريخ بريطانيا الحديثة يعود إلى نهاية حرب الوردتين وتتويج هنري تيودور ملكاً في 1485 بعد انتصاره في معركة بوسورث فيلد. أنهى عهد هنري السابع عقوداً من الحرب الأهلية، وعمَّ السلام والاستقرار في إنجلترا وازدهرت الفنون والتجارة، ولم تحدث حرب كبيرة على الأراضي الإنجليزية مرة أخرى حتى اندلاع الحرب الأهلية الإنجليزية في القرن السابع عشر. عزز هنري السابع وابنه هنري الثامن بشكل كبير من قوة الملكية الإنجليزية، حيث أدت التقنيات الحديثة مثل البارود، والتغيرات الاجتماعية والأيديولوجية إلى تقليص قوة النبلاء الإقطاعيين وتعزيز قوة الملوك.
استفاد هنري الثامن أيضاً من الإصلاح المسيحي البروتستانتي للاستيلاء على سلطة الكنيسة الكاثوليكية الرومانية، ومصادرة ممتلكات الأديرة وإعلان نفسه رئيساً للكنيسة الأنجليكانية الجديدة. لقد أصبحت الدولة الإنجليزية في ظل حكم أسرة تيودور مركزية وبيروقراطية وأصبحت الحكومة تدار من قبل موظفين مثقفين، ومُنحت السلطة الجديدة للملك من خلال فكرة الحق الإلهي للملوك في الحكم على رعاياهم، ويمكن القول أن نفس القوى التي قلَّلت من قوة الطبقة الأرستقراطية التقليدية عملت أيضاً على زيادة قوة الطبقات التجارية. أعطى ازدهار التجارة والأهمية المركزية للمال لتشغيل الحكومة هذه الطبقة الناشئة قوة كبيرة، ولكن هذه القوة لم تنعكس في الهيكل الحكومي، وهو الأمر الذي أدى لصراع وتنافس مرير طوال القرن السابع عشر بين الملك والبرلمان.

### العصر الإليزابيثي (1558-1603)
يعتبر عهد الملكة إليزابيث الأولى (1558-1603) العصر الذهبي في التاريخ الإنجليزي. فقد شهد ذروة النهضة الإنجليزية، وازدهاراً كبيراً في الأدب والشعر الإنجليزي، وقام ويليام شكسبير بتأليف مسرحياته الشهيرة في هذه الفترة، وترسخ الإصلاح البروتستانتي في داخل إنجلترا، أما في الخارج فكان عصر التوسع والاستكشاف.
عمَّ السلام في هذا العصر بين البروتستانت والكاثوليك، وبين البرلمان والملك، فقد سُويت الفجوة البروتستانتية الكاثوليكية عن طريق التسوية الدينية الإليزابيثية، ولم يكن البرلمان قوياً بما يكفي لتحدي الحكم الملكي المطلق. كانت إنجلترا أيضاً في وضع جيد مقارنةً بالدول الأخرى في أوروبا، فقد انتهى عصر النهضة الإيطالية تحت وطأة الاحتلال الأجنبي، ودخلت فرنسا في معاركها الدينية الخاصة التي لم تنتهِ إلا في عام 1598 مع مرسوم نانت. كانت إنجلترا قد طُردت من المواقع الأمامية التي احتلتها في قلب أوروبا، وبذلك توقف النزاع الطويل الذي دام لقرون بين فرنسا وإنجلترا في عهد الملكة إليزابيث.
كان المنافس الكبير لإنجلترا في هذا العصر هو إسبانيا التي تصادمت معها في أوروبا والأمريكيتين في عدة مناوشات انفجرت أخيراً في الحرب الأنجلوإسبانية (1585-1604). يعتبر البعض هذا الصراع هو الحرب العالمية الأولى، إذ شمل القتال ثلاث قارات (أوروبا والأمريكيَّتين) ومحيطان (المحيط الأطلسي والمحيط الهادئ). كان لدى إنجلترا خلال هذه الفترة حكومة مركزية منظمة تنظيماً جيداً وفعالاً، بفضل إصلاحات هنري السابع وهنري الثامن، وبدأت البلاد تستفيد بشكل كبير من العصر الجديد للتجارة عبر المحيط الأطلسي.

## اسكتلندا من القرن الخامس عشر إلى عام 1603
ازدهرت اسكتلندا بشكل ملحوظ في الناحية التعليمية خلال القرن الخامس عشر بتأسيس جامعة سانت أندروز في عام 1413، وجامعة غلاسكو في عام 1450، وجامعة أبردين في عام 1495، وبقانون التعليم في عام 1496. حدثت آخر عملية استحواذ كبيرة على الأراضي الاسكتلندية في عام 1468 عندما تزوج جيمس الثالث من الأميرة مارغريت من الدنمارك ودفع جزر أوركني وجزر شيتلاند كمهرٍ لها. توفي الملك جيمس الثالث في عام 1488 أثناء معركة سوشيبورن، وأعاد خليفته جيمس الرابع السيطرة على كامل الجزر الاسكتلندية، وفي عام 1503 تزوج من مارغريت بنة هنري، ووضع بذلك الأساس لاتحاد القرن السابع عشر بين إنجلترا واسكتلندا. يُعتبر عهد جيمس الرابع فترة ازدهار ثقافي، وقد بدأ عصر النهضة الأوروبية في اسكتلندا بشكلٍ فعلي خلال هذه الفترة.
أدت اتفاقية عام 1512 إلى تحالف شامل بين فرنسا واسكتلندا، وقد نتج عن هذا التحالف تأثيرات كارثية عندما طُلب من ملك اسكتلندا جيمس الرابع شن هجوم على الأراضي الإنجليزية لدعم الفرنسيين الذين تعرضوا لهجوم إنجليزي في عهد هنري الثامن. توقف الغزو الإسكتلندي بشكل نهائي في معركة فلودن فيلد التي قُتل خلالها الملك والعديد من نبلائه وأكثر من 10 آلاف جندي اسكتلندي. أثرت الكارثة في جميع أنحاء اسكتلندا بسبب الأعداد الكبيرة التي قُتلت، وفقدت الأسرة الحاكمة سيطرتها على البلاد مرة أخرى.
بدأ الملك جيمس الخامس في عام 1528 في إخضاع المقاطعات والجزر المتمردة كما فعل والده، وتزوج النبيلة الفرنسية ماري دي غويسه، وكانت فترة حكمه ناجحة إلى حد ما حتى أدت حملة كارثية أخرى ضد إنجلترا إلى هزيمة ساحقة في معركة سولوي موس عام 1542. توفي جيمس بعد المعركة بوقت قصير، وقبل وفاته بيوم واحد وُلدت وريثته ماري التي أصبحت ملكة اسكتلندا، وأصبح الحكم الفعلي في يد مجلس الوصاية.

## الإصلاح البروتستانتي في اسكتلندا
عاد جون نوكس في عام 1559 من خدمته في جنيف لقيادة الإصلاح الكالفيني في اسكتلندا خلال القرن السادس عشر، وكانت اسكتلندا قد خضعت لإصلاحات بروتستانتية في بداية القرن، وبدأت تعاليم مارتن لوثر ثم جون كالفين في التأثير على اسكتلندا. أعدمت الكنيسة الكاثوليكية عدداً من الوعاظ البروتستانت أبرزهم باتريك هاملتون في عام 1528 وجورج وارفارت في عام 1546 والذي أحرقه الكاردينال بيتون في سانت أندروز بسبب الهرطقة، ولكن ذلك لم يوقف انتشار البروتستانتية، واغتيل بيتون بعد فترة وجيزة.
حدث الإصلاح النهائي للكنيسة الاسكتلندية في أعقاب حرب أهلية قصيرة في الفترة ما بين عامي 1559 - 1600، والتي كان فيها التدخل الإنجليزي حاسماً لصالح البروتستانتية، فاعترف البرلمان بالإصلاح البروتستانتي في عام 1560، وبينما كانت ماري الصغيرة ملكة اسكتلندا لا تزال في فرنسا، أصبح جون نوكس الشخصية الأكثر نفوذا في اسكتلندا، ومع ذلك لم يقضَ نهائياً على الكاثوليكية فقد بقيت قوية في أجزاءٍ من اسكتلندا.
بقي الإصلاح الديني غير مستقر إلى حد ما خلال عهد الملكة ماري والتي ظلت كاثوليكية رومانية لكنها تسامحت مع البروتستانتية، وبعد موتها في عام 1567 نشأ ابنها جيمس السادس كبروتستانتي، وفي عام 1603 توفيت الملكة إليزابيث الأولى ملكة إنكلترا دون أن تنجب أطفالاً فانتقل تاج إنجلترا إلى جيمس الذي حصل على لقب جيمس الأول ملك إنجلترا وجيمس السادس ملك اسكتلندا، وهكذا توحد البلدان تحت حكمه، وقد شكَّل ذلك الرابط السياسي الوحيد بين دولتين مستقلتين، لكنه بشَّر بالاتحاد النهائي الذي حصل في عام 1707 بين اسكتلندا وإنجلترا تحت راية بريطانيا العظمى.